# Joanna Flockhart
Joanna Doreen „Joanne“ Flockhart (* um 1950) ist eine ehemalige schottische Badmintonspielerin. 

## Karriere
Joanna Flockhart gewann 1972 ihren ersten nationalen Titel in Schottland. Vier Jahre später erkämpfte sie sich Silber bei den Europameisterschaften im Damendoppel mit Christine Stewart. 1977 holte sie ebenfalls Bronze bei der Weltmeisterschaft im Mixed mit Billy Gilliland. Gemeinsam erkämpfte die Mixedpaarung noch einmal Bronze bei der EM 1978.

## Sportliche Erfolge
| Saison | Veranstaltung                     | Disziplin   | Platz | Name                                 |
| ------ | --------------------------------- | ----------- | ----- | ------------------------------------ |
| 1972   | Schottland: Einzelmeisterschaften | Damendoppel | 1     | Helen Kelly / Joanna Flockhart       |
| 1973   | Schottland: Einzelmeisterschaften | Dameneinzel | 1     | Joanna Flockhart                     |
| 1973   | Schottland: Einzelmeisterschaften | Damendoppel | 1     | Helen Kelly / Joanna Flockhart       |
| 1973   | Scottish Open                     | Dameneinzel | 1     | Joanna Flockhart                     |
| 1974   | Schottland: Einzelmeisterschaften | Damendoppel | 1     | Helen Kelly / Joanna Flockhart       |
| 1974   | Schottland: Einzelmeisterschaften | Dameneinzel | 1     | Joanna Flockhart                     |
| 1976   | Europameisterschaft               | Damendoppel | 3     | Joanna Flockhart / Christine Stewart |
| 1976   | Schottland: Einzelmeisterschaften | Dameneinzel | 1     | Joanna Flockhart                     |
| 1976   | Schottland: Einzelmeisterschaften | Mixed       | 1     | Billy Gilliland / Joanna Flockhart   |
| 1977   | Weltmeisterschaft                 | Mixed       | 3     | Billy Gilliland / Joanna Flockhart   |
| 1977   | Scottish Open                     | Mixed       | 1     | Billy Gilliland / Joanna Flockhart   |
| 1977   | Schottland: Einzelmeisterschaften | Damendoppel | 1     | Joanna Flockhart / Christine Stewart |
| 1977   | Schottland: Einzelmeisterschaften | Dameneinzel | 1     | Joanna Flockhart                     |
| 1977   | Schottland: Einzelmeisterschaften | Mixed       | 1     | Billy Gilliland / Joanna Flockhart   |
| 1978   | Irish Open                        | Mixed       | 1     | Billy Gilliland / Joanna Flockhart   |
| 1978   | Scottish Open                     | Mixed       | 1     | Billy Gilliland / Joanna Flockhart   |
| 1978   | Schottland: Einzelmeisterschaften | Mixed       | 1     | Billy Gilliland / Joanna Flockhart   |
| 1978   | Schottland: Einzelmeisterschaften | Dameneinzel | 1     | Joanna Flockhart                     |
| 1978   | Europameisterschaft               | Mixed       | 3     | Billy Gilliland / Joanna Flockhart   |
| 1979   | Schottland: Einzelmeisterschaften | Mixed       | 1     | Billy Gilliland / Joanna Flockhart   |
| 1979   | Schottland: Einzelmeisterschaften | Dameneinzel | 1     | Joanna Flockhart                     |
| 1979   | Scottish Open                     | Mixed       | 1     | Billy Gilliland / Joanna Flockhart   |
| 1979   | Schottland: Einzelmeisterschaften | Damendoppel | 1     | Joanna Flockhart / Christine Stewart |
| 1980   | Schottland: Einzelmeisterschaften | Dameneinzel | 1     | Joanna Flockhart                     |
| 1980   | Schottland: Einzelmeisterschaften | Mixed       | 1     | Billy Gilliland / Joanna Flockhart   |
| 1981   | Schottland: Einzelmeisterschaften | Mixed       | 1     | Billy Gilliland / Joanna Flockhart   |